# Jonas Castrique
Jonas Castrique (Roeselare, 13 januari 1997) is een voormalig Belgisch wielrenner die als beroepsrenner reed voor Bingoal-Wallonie Bruxelles.
Castrique reed in 2016, 2017 en 2018 voor de opleidingsploeg van Lotto Soudal in 2019 maakte hij de overstap naar Wallonie-Bruxelles Development Team. Eind 2019 liep hij stage bij Wallonie Bruxelles, vanaf 2020 reed hij voor deze ploeg. Hij stopte eind 2021 nadat hij bij Bingoal Pauwels Sauces WB geen contractverlenging kreeg.
Jonas Castrique is de broer van wielrenster Alana Castrique.

## Overwinningen
2019
Grote Prijs Arjaan de Schipper

## Resultaten in voornaamste wedstrijden
|      | \| Jaar \| Gent-Wevelgem \| Parijs-Roubaix \| \| ---- \| ------------- \| -------------- \| \| 2020 \| opgave \| \| \| 2021 \| 86e \| opgave \| |                |
| Jaar | Gent-Wevelgem | Parijs-Roubaix |
| 2020 | opgave |                |
| 2021 | 86e | opgave         |

## Ploegen
- 2019 –  Wallonie-Bruxelles Development Team
- 2019 –  ↑Wallonie Bruxelles (stagiair vanaf 1 augustus)
- 2020 –  Bingoal-Wallonie Bruxelles
- 2021 –  Bingoal Pauwels Sauces WB

Dehaes · Ista · Jules · Liepiņš · Lietaer · Molly · Mortier · Nõmmela · Paasschens · Peyskens · Planckaert · Robeet · Six · Spengler (t/m 10 oktober) · Taminiaux · T. Wirtgen · Castrique (stagiair) · Huys (stagiair) · Paquot (stagiair) · L. Wirtgen (stagiair)
Castrique · De Bie · Huys · Ista · Lietaer · Livyns · Molly · Mortier · Nõmmela · Paasschens · Peyskens · Planckaert · Robeet · Six · Suter · Taminiaux · Vallée · Vanendert · L. Wirtgen · T. Wirtgen
Aniołkowski · Castrique · De Bie · Dupont · Huys · Livyns · Menten · Mertz · Molly ·Paasschens · Paquot · Peyskens · Rex · Robeet · Suter · Vallée · Vanendert · Venner · L. Wirtgen · T. Wirtgen · De Maeght (stagiair) · Desal (stagiair)